# خورشیدگرفتگی ۲۸ ژوئن ۱۸۸۹
خورشیدگرفتگی ۲۸ ژوئن ۱۸۸۹ (به انگلیسی: Solar eclipse of 28 June 1889) یک خورشیدگرفتگی از نوع خورشیدگرفتگی حلقه‌ای بود. این خورشیدگرفتگی در تاریخ ۲۸ ژوئن ۱۸۸۹ روی داد که زمان اوج آن، ساعت ۹:۰۰:۰۰ به‌وقت ساعت هماهنگ جهانی بوده‌است. مدت‌زمان و طول این خورشیدگرفتگی ۰۷ دقیقه و ۲۲ ثانیه بود.